# 高射第3師團
高射第3師團（こうしゃだいさんしだん）為大日本帝國陸軍師團之一。由改編中部高射砲集團所創設而成。

## 沿革
1945年5月、建立主要在阪神地區重要的政治、軍事、軍需之中樞防空體系。
除了阪神地區外，部隊亦展開建立在敦賀、宇部、高松、新居濱、吹田、枚方、京都等地區的防空體系。
7月時、大阪大空襲及神戶大空襲將大阪、神戶之部隊區域的一部份燒成廢墟。京都沒有遭到空襲，而空襲延伸到廣島地區。高射第3師團派遣中隊的一部份抵達廣島的段階時，廣島就遭到原子彈空襲。
終戰後、1945年9月11日進行復員。

## 師團概要

### 歴代師團長
- 河合潔 少將：1945年5月5日 -

### 司令部構成
- 參謀：森山元中佐
- 參謀：多羅尾光孝少佐
- 參謀：三品幸三郎少佐

### 所屬部隊
- 高射砲第121聯隊（大阪）：樋口易信大佐
- 高射砲第122聯隊（大阪北部）：五峯作一大佐
- 高射砲第123聯隊（神戶）：山岡重孝中佐
- 獨立高射砲第11大隊（尼崎）：小木節三中佐
- 獨立高射砲第13大隊（大阪）：藤野毅一中佐
- 獨立高射砲第22大隊：加藤恒太少佐
- 獨立高射砲第45大隊：富田洋平少佐
- 機關砲第11大隊：前田俊夫少佐

## 關連項目
- 大日本帝国陸軍師團列表
- 空襲日本